# Seeheimer Kreis
Der Seeheimer Kreis („Die Seeheimer in der SPD“) ist ein Zusammenschluss von Bundestagsabgeordneten der SPD. Sie sind neben der Parlamentarischen Linken und dem Netzwerk Berlin eine der drei politischen Strömungen innerhalb der SPD-Bundestagsfraktion und mit 94 Mitgliedern deren größter organisierter Flügel. Die Strömungen sind institutionell in der Fraktion verankert und bilden in den weiteren Parteigliederungen Ableger.
Die Seeheimer selbst nennen sich undogmatisch und pragmatisch, in der politischen Berichterstattung werden sie zumeist als rechter oder konservativer Flügel der SPD-Fraktion bezeichnet.
Der Kreis hat sich nach seinem langjährigen Tagungsort Seeheim an der Bergstraße (Südhessen) benannt.

## Geschichte
Ab den 1950er Jahren gab es innerhalb der SPD-Bundestagsfraktion eine informelle Gruppierung unter dem Namen „Kanalarbeiter“, die konservativ-traditionell eingestellt war und dem damaligen rechten Flügel der SPD zugeordnet wurde. Sie war eine der mächtigsten Gruppen innerhalb der Gesamtpartei.
Prominenteste Köpfe waren Egon Franke (1913–1995) und Annemarie Renger (1919–2008). Über Annemarie Renger stehen die Seeheimer in der Traditionslinie eines nationalen Flügels der SPD, der von ihrem Chef Kurt Schumacher (1895–1952) über dessen Doktorvater Johann Plenge (1874–1963) bis hin zur Lensch-Cunow-Haenisch-Gruppe während des Ersten Weltkrieges reichte.
Parallel zu den Kanalarbeiter-Strukturen gab es ab 1969 in der Bundestagsfraktion einen nach dem Initiator Günther Metzger (1933–2013) benannten „Metzger-Kreis“, an dessen Stelle ab 1972 der „Arbeitskreis Linke Mitte“ trat, der als organisierter Vorläufer des heutigen Seeheimer Kreises gelten kann.
Bei der Bundestagswahl im September 1969 kam es zu einer knappen Mehrheit für eine SPD-FDP-Koalition. Willy Brandt, der 1969 zum dritten Mal für den Posten des Kanzlers kandidiert hatte, wurde Bundeskanzler.
Aus verschiedenen Gründen (zum Beispiel „Linkswende“ der Jusos Ende der 1960er/Anfang der 1970er Jahre) erstarkte die Linke innerhalb der SPD sowohl inhaltlich als auch personell. Es hatte sich ein reformsozialistischer Flügel gebildet, für den Johano Strasser (* 1939), Karsten Voigt (* 1941) und Norbert Gansel (* 1940) standen, ein „antirevisionistischer“ Flügel, und der Stamokap-Flügel, der die sozialdemokratische Regierung als Agentin des Monopolkapitals sah. Gerhard Schröder (* 1944, 1998–2005 Bundeskanzler) war zeitweise der Wortführer des antirevisionistischen Flügels.
Dem wollten Abgeordnete wie Hermann Buschfort, Heinz Ruhnau und Hans-Jochen Vogel etwas entgegenstellen, das über den Ansatz der Kanalarbeiter hinausging. Zusammen mit prominenten Sozialdemokraten wie Helmut Schmidt (1918–2015), Georg Leber (1920–2012) und Kurt Gscheidle (1924–2003) verstanden sie sich als „Godesberger Flügel“ der SPD (siehe Godesberger Programm. „Godesberg“ symbolisiert den Wandel der SPD von einer sozialistischen Arbeiterpartei hin zu einer Volkspartei).
Ein Treffen im Dorint-Hotel in Lahnstein im Dezember 1974 gilt als das Gründungsdatum der Seeheimer. Schon im Vorjahr hatte sich dort auf Einladung von Hans-Jochen Vogel zum ersten Mal ein Kreis von etwa 40 Sozialdemokraten getroffen, um gegenüber der Linken aus der „theoretischen und ideologischen Defensive“ herauszukommen. Zu den Gründungsmitgliedern gehörten Hans Apel (1932–2011), Herbert Ehrenberg (1926–2018), Antje Huber (1924–2015), Richard Löwenthal (1908–1991), Annemarie Renger (1919–2008), Alexander Schwan (1931–1989) und Gesine Schwan (* 1943).
Die Seeheimer stellten den Anspruch an ihren Kreis, in der Grundwertediskussion der SPD eine intellektuell hervorragende Position zu besetzen.
Der Kreis erzielte Erfolge in der Personalpolitik der SPD und bei der Durchsetzung von Fraktionsbeschlüssen. Sie traten erfolgreich in die Fußstapfen der Kanalarbeiter, deren Motto „ohne uns läuft nichts“ gelautet hatte.
Von 1978 bis 1984 traf sich die zunächst als Lahnsteiner Kreis bekannt gewordene Gruppierung im Lufthansa-Schulungszentrum in Seeheim an der Bergstraße. Hieraus entstand die noch heute gängige Bezeichnung „Seeheimer“.
In seiner Regierungszeit (Mai 1974 bis Oktober 1982) nahm der damalige Bundeskanzler Helmut Schmidt einige Seeheimer in seine Kabinette auf.
- Kabinett Schmidt I von 1974 bis 1976
- Kabinett Schmidt II von 1976 bis 1980
- Kabinett Schmidt III von 1980 bis 1982

Sie waren ihm Rückhalt in innerparteilichen Auseinandersetzungen um den starken Ausbau der Kernenergie nach den Ölkrisen (1973 und 1979) und den NATO-Doppelbeschluss.
Nach dem Ende von Helmut Schmidts Kanzlerschaft (1. Oktober 1982) gingen die Kanalarbeiter, die eher die traditionellen nicht-akademischen Gewerkschafter repräsentierten, ganz im Seeheimer Kreis auf, der als vergleichsweise „intellektuell“ galt.
Die Seeheimer waren im Richtungsstreit der SPD in ihrer Oppositionszeit in den 1980er Jahren Gegner des Bündnisses zwischen SPD und Grünen. Zudem stellten sie, anders als insbesondere der linke Flügel der SPD Ende der 1980er-Jahre, die Wiedervereinigung als Politikziel nicht in Abrede.
Nach dem Verlust der Regierungsbeteiligung der SPD im Jahr 1982 sank der Einfluss des Seeheimer Kreises. Dies führte zur Gründung der antikommunistisch ausgerichteten und der Extremismustheorie verpflichteten Kurt-Schumacher-Gesellschaft unter Führung Annemarie Rengers, in der Nachkriegszeit eine der engsten Vertrauten Kurt Schumachers.
Nach der Wiedervereinigung traten Stephan Hilsberg (* 1956) und Markus Meckel (* 1952) dem Seeheimer Kreis bei. Hilsberg zählte im Oktober 1989 zu den Gründungsmitgliedern der SDP (Sozialdemokratische Partei der DDR), wurde zum Ersten Sprecher gewählt und war von Februar bis Juli 1990 Geschäftsführer der SPD in der DDR. Meckel war vom 12. April bis zum 20. August 1990 Außenminister der DDR im Kabinett von Lothar de Maizière.
In der Regierungszeit von Gerhard Schröder (Herbst 1998 bis Herbst 2005) unterstützte der Kreis dessen Agenda 2010, die zu Einschnitten bei vielen Sozialleistungen führte.
Daneben waren die beiden nachfolgenden SPD-Kanzlerkandidaten Peer Steinbrück und Frank-Walter Steinmeier Teil der Seeheimer. „Steinmeier zählt aber, wie Peer Steinbrück, zum Herausgeberkreis der Berliner Republik, was seine Sympathien für die Netzwerker andeutet.“
Auch der ehemalige SPD-Vorsitzende und Kanzlerkandidat zur Bundestagswahl 2017 Martin Schulz gehört dem Seeheimer Kreis an.
Der Seeheimer Kreis veranstaltet mit der seit 1961 stattfindenden Spargelfahrt und dem 2011 gestarteten Gartenfest jährlich mehrere Festlichkeiten für Partei- und Fraktionsmitglieder.
Seit 2023 ist der Seeheimer Kreis erstmals seit der Kanzlerschaft Helmut Schmidts mit 94 Mitgliedern wieder der größte organisierte Flügel innerhalb der SPD-Bundestagsfraktion.

## Struktur
Sprecher des Seeheimer Kreises sind:
- Dirk Wiese
- Marja-Liisa Völlers[13]
- Uwe Schmidt[14]

Weitere Mitglieder des Seeheimer Kreises sind die Bundestagsabgeordneten:
- Edgar Franke
- Dennis Rohde
- Mahmut Özdemir
- Timo Schisanowski
- Stefan Zierke
- Ye-One Rhie
- Carsten Schneider
- Wolfgang Hellmich
- Lars Klingbeil
- Rita Hagl-Kehl

Ehemalige Mitglieder des Seeheimer Kreises sind:
- Gerd Andres
- Hans Apel
- Karl-Heinz Brunner
- Marion Caspers-Merk
- Daniela De Ridder
- Garrelt Duin
- Karin Evers-Meyer
- Dagmar Freitag
- Karl Hermann Haack
- Stephan Hilsberg
- Petra Hinz
- Sigmar Gabriel
- Wolfgang Tiefensee
- Florian Gerster
- Klaas Hübner
- Matthias Ilgen
- Johannes Kahrs
- Susanne Kastner
- Fritz Rudolf Körper
- Klaus Lennartz
- Caren Marks
- Thomas Oppermann
- Johannes Pflug
- Reinhold Robbe
- Ulla Schmidt
- Martin Schulz
- Rolf Schwanitz
- Peer Steinbrück
- Brigitte Zypries

## Politische Inhalte
Die Seeheimer beschreiben 2020 ihre politische Ausrichtung als „pragmatisch“ und lösungsorientiert. Sie veröffentlichen auf ihrem Webauftritt regelmäßig Positionspapiere. Sie forderten die später auch erfolgte Erhöhung des Mindestlohns auf 12 Euro, mehr Mitwirkungspflichten und Sanktionsmöglichkeiten beim Bürgergeld und treten für die Anpassung der Einkommenssteuersätze ein. Sie setzen unter anderem einen industrie- und wirtschaftspolitischen Schwerpunkt und verbinden diesen mit Arbeits- und Umweltpolitik: Die Seeheimer fordern beispielsweise stärkere Unterstützung der industriellen Wertschöpfung vor Ort durch den Aufbau besserer Transportverbindungen und digitaler Infrastruktur, eine angemessene Steuer- und Abgabenquote und die steuerliche Förderung klimaneutraler Produktion.
Der Seeheimer Kreis spricht sich für einen starken Multilateralismus aus und setzt sich außenpolitisch für Dialog und Kooperation in den internationalen Organisationen ein.